# Churton Hall

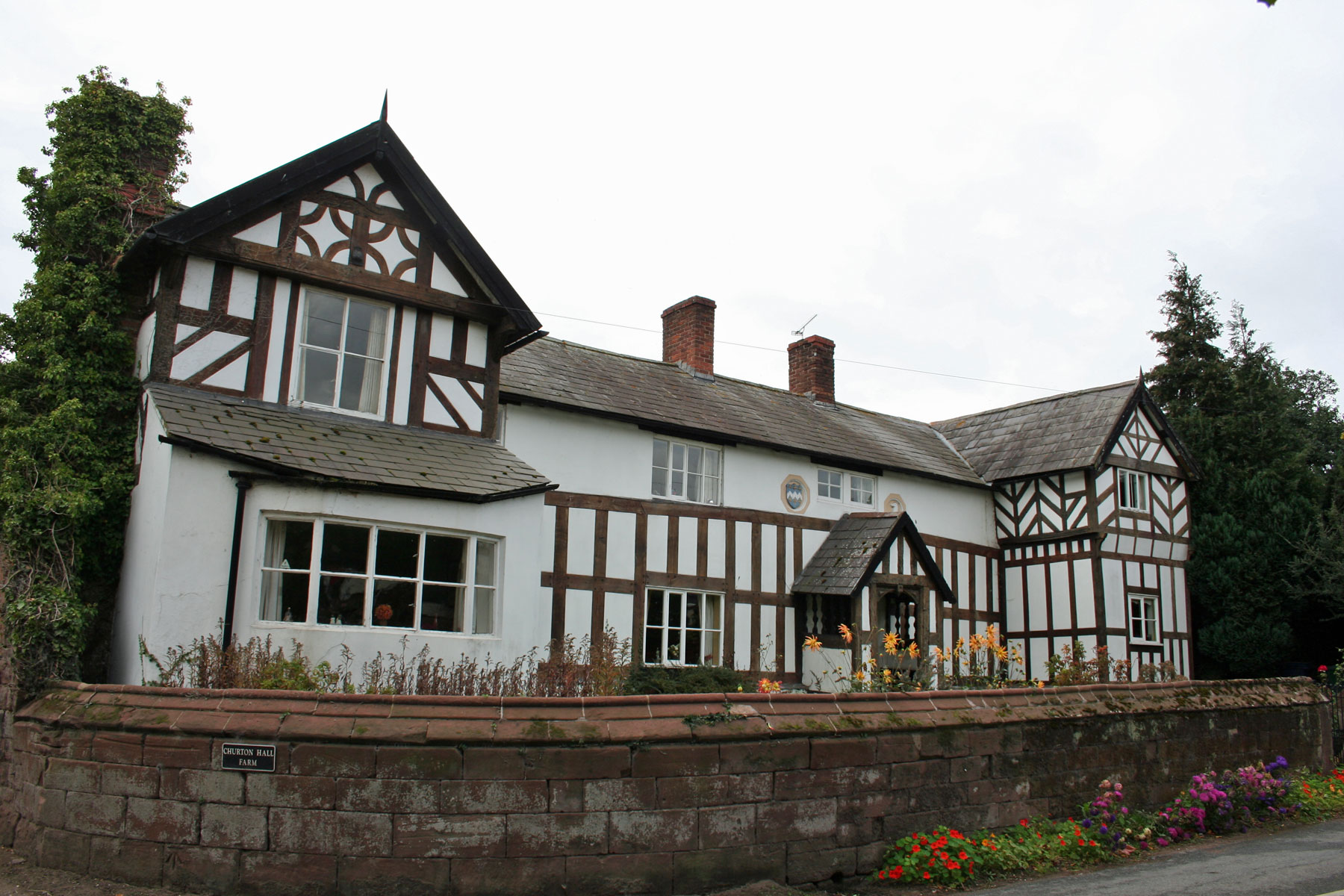
Churton Hall.

Churton Hall ist ein Landhaus in der englischen Verwaltungseinheit Cheshire West and Chester. Das Datum seiner Erstellung ist nicht sicher, aber es gibt eine lose Tafel, die das Jahr 1569 ausweist. Laut Pevsners The Buildings of England kann dies das Baujahr sein, muss aber nicht. Es handelt sich um ein Holzfachwerkhaus für die Familie Barnston, das in den Jahren 1978–1980 „grundlegend restauriert“ wurde. Auf der Rückseite des Hauses wurden große Teile des Holzfachwerks durch Ziegel ersetzt. Das Haus ist schiefergedeckt. Es hat zwei Stockwerke und einen Grundriss in Form eines E. An beiden Enden des Hauses befinden sich Giebel mit unterschiedlicher Konstruktion. English Heritage hat Churton Hall als historisches Gebäude II. Grades gelistet.